# Baan (groepentheorie)
In de groepentheorie, een deelgebied van de wiskundige algebra, is de baan gedefinieerd voor elk punt van een verzameling waarop een groep werkt. De baan bestaat uit de punten die door de elementen van de groep aan het punt worden toegevoegd. De groep trekt als het ware voor elk punt een baan in de verzameling.

## Definitie
Laat {\displaystyle G} een groep zijn die werkt op een verzameling {\displaystyle X}. De baan {\displaystyle Gx} van een punt {\displaystyle x\in X} onder de groep {\displaystyle G} is de deelverzameling van de beeldpunten van {\displaystyle x}:
{\displaystyle Gx=\{gx|g\in G\}}
Uit de groepseigenschappen volgt dat de banen van de verschillende punten {\displaystyle x\in X} een partitie van {\displaystyle X} vormen. De bijbehorende equivalentierelatie wordt gedefinieerd door 
{\displaystyle x\sim y\Longleftrightarrow \exists g\in G:y=gx}.
Anders gezegd zijn twee punten equivalent als ze dezelfde baan hebben:
{\displaystyle x\sim y\Longleftrightarrow Gy=Gx}.
Als de groepsactie transitief is, is er slechts een baan, d.w.z. voor alle punten {\displaystyle x\in X} geldt: {\displaystyle Gx=X}. Omgekeerd geldt ook dat als er slechts een baan is, de groepsactie transitief is. De verzameling banen wordt genoteerd als {\displaystyle X/G}, het quotiënt van de groepsactie.

## Toepassing op een isometriegroep in een euclidische ruimte
Een baan van een isometriegroep is de verzameling punten waarop een vast punt door de isometrieën wordt afgebeeld. Een isometrie heet discreet als de banen van de isometriegroep discrete verzamelingen zijn. Als de isometriegroep eindig is dan zijn de banen dat ook, dus dan is de isometriegroep discreet.

### Translatiegroepen
Er is een 1-op-1 verband tussen translatiegroepen in een euclidische ruimte en de ondergroepen van die ruimte, waarbij elke translatie correspondeert met de translatievector, en de samenstelling van twee translaties correspondeert met het optellen van de translatievectoren. De banen van een translatiegroep zijn verschoven versies van de corresponderende ondergroep. Een translatiegroep is discreet als en slechts als de ondergroep discreet is.

#### Gevallen in één dimensie
Eindig:
- De ondergroep van de eendimensionale ruimte is de triviale groep, de translatiegroep dus ook.

Discreet, oneindig:
- De translatiegroep wordt voortgebracht door één niet-triviale translatie. De ondergroep van de eendimensionale ruimte is een eendimensionaal uniform rooster, de banen zijn dat ook.

Niet discreet, niet alle translaties. Voorbeelden:
- De ondergroep van reële getallen bevat getallen met een irrationeel onderling quotiënt. Deze ondergroep ligt dicht in de verzameling reële getallen, maar is er niet aan gelijk. De isometriegroep wordt bijvoorbeeld voortgebracht door {\displaystyle f(x)=x+1} en {\displaystyle f(x)=x+e} en bestaat uit de isometrieën {\displaystyle f(x)=x+m+ne} voor alle gehele getallen {\displaystyle m} en {\displaystyle n}. Er zijn overaftelbaar veel banen, die verschoven versies zijn van de verzameling {\displaystyle \{m+ne|m,n\in \mathbb {Z} \}}, die dicht ligt in de verzameling reële getallen.
- De ondergroep van reële getallen is {\displaystyle \mathbb {Q} }, de verzameling rationale getallen, dus de translatiegroep bestaat uit de translaties over een rationale afstand. De banen zijn {\displaystyle \mathbb {Q} } en zijn verschoven versies. Verschoven versies vallen samen als het verschil in verschuiving een translatie over een rationale afstand is.

Alle translaties:
- Er is één baan, die bestaat uit de hele rechte.

De symmetriegroepen van de ondergroepen bevatten naast de betreffende translaties ook reflecties (zie ook hieronder). De symmetriegroepen van objecten in de eendimensionale ruimte zijn ondergroepen van die symmetriegroepen. Ze kunnen naast de betreffende translaties al of niet ook de reflecties bevatten, met dien verstande dat er geen objecten zijn met als symmetriegroep de isometriegroep van alleen alle translaties.

### Isometriegroepen met spiegeling

#### Gevallen in één dimensie
Eindig:
- De isometriegroep heeft orde 2 en wordt voortgebracht door een spiegeling.

Discreet, oneindig:
- De isometriegroep wordt voortgebracht door een translatie en een spiegeling.

Niet discreet, niet alle isometrieën:
- Er zijn translaties met een irrationeel onderling quotiënt, en er is een spiegeling (en daarmee vele spiegelingen). De banen liggen dicht in de verzameling reële getallen, maar zijn er niet aan gelijk. De isometriegroep wordt bijvoorbeeld voortgebracht door {\displaystyle f(x)=x+1}, {\displaystyle f(x)=x+e} en {\displaystyle f(x)=-x} en bestaat uit de isometrieën {\displaystyle f(x)=x+m+ne} en {\displaystyle f(x)=-x+m+ne} voor alle gehele getallen {\displaystyle m} en {\displaystyle n}. De spiegelingen zijn bij de punten van de verzameling {\displaystyle \{m/2+ne/2|m,n\in \mathbb {Z} \}}, die dicht ligt in de verzameling reële getallen.

Alle isometrieën:
- Er is één baan, die bestaat uit de hele rechte.

## Toepassing op een symmetriegroep
Een baan van een symmetriegroep is een verzameling punten die bij die symmetrie dezelfde "kleur" moeten hebben. Een symmetrie heet discreet als de banen van de symmetriegroep discrete verzamelingen zijn. Als de symmetriegroep eindig is dan zijn de banen dat ook, dus dan is er discrete symmetrie.

### Voorbeelden in één dimensie
Eindig:
- Geen symmetrie. Elke baan is een punt. Het fundamenteel domein is de hele rechte.
- Spiegelsymmetrie. Er is één baan met één punt, de overige banen bestaan uit twee punten. Een fundamenteel domein is een halfrechte vanuit het spiegelpunt.

Discreet, oneindig:
- Bij discrete translatiesymmetrie bevat elke baan één punt per translatie-interval. Een fundamenteel domein (en tevens een eenheidscel) is een halfopen translatie-interval.
- Bij discrete translatiesymmetrie met spiegeling zijn er twee banen met één punt per translatie-interval en verder banen met twee punten per translatie-interval. Een fundamenteel domein is een gesloten translatie-interval tussen twee opeenvolgende spiegelpunten.

Niet discreet, niet alle isometrieën:
- Dit soort symmetrie is zowel zonder als met spiegeling mogelijk, maar niet te visualiseren, het is een tussenvorm tussen discrete en continue symmetrie.
  - Een voorbeeld zonder spiegeling is het object {\displaystyle \{m+ne+p{\sqrt {2}}\mid m,n\in \mathbb {Z} ,p\in \{0,1,3\}\}}. De symmetriegroep wordt voortgebracht door de translaties {\displaystyle f(x)=x+1} en {\displaystyle f(x)=x+e} en bestaat uit de translaties {\displaystyle f(x)=x+m+ne} voor alle gehele getallen {\displaystyle m} en {\displaystyle n}. Er zijn overaftelbaar veel banen, die verschoven versies zijn van de verzameling {\displaystyle \{m+ne|m,n\in \mathbb {Z} \}}, die dicht ligt in de verzameling reële getallen.
  - Een voorbeeld met spiegeling is het object {\displaystyle \{m+ne\mid m,n\in \mathbb {Z} \}}. De symmetriegroep wordt voortgebracht door de translaties {\displaystyle f(x)=x+1} en {\displaystyle f(x)=x+e} en spiegeling ten opzichte van 0: {\displaystyle f(x)=-x}. Deze bestaat uit de translaties {\displaystyle f(x)=x+m+ne} en de spiegelingen {\displaystyle f(x)=-x+m+ne} voor alle gehele getallen {\displaystyle m} en {\displaystyle n}. Er zijn overaftelbaar veel banen. De baan die het punt {\displaystyle q} bevat bestaat uit de verzamelingen {\displaystyle \{q+m+ne|m,n\in \mathbb {Z} \}} en {\displaystyle \{-q+m+ne|m,n\in \mathbb {Z} \}}.

Alle isometrieën:
- Uniformiteit. Er is één baan, die bestaat uit de hele rechte. Elke verzameling met één punt is een fundamenteel domein en een eenheidscel.

Er zijn geen objecten met als symmetriegroep de isometriegroep van alleen alle translaties.

### Voorbeelden in twee dimensies
Eindig:
- Bij rotatiesymmetrie {\displaystyle C_{n}} is er een baan bestaande uit alleen het centrale punt, en verder banen met {\displaystyle n} punten.
- Bij dihedrale symmetrie {\displaystyle D_{n}} is er een baan bestaande uit alleen het centrale punt, banen van {\displaystyle n} punten op de helft van de spiegels (halfrechten), en verder banen met {\displaystyle 2n} punten.

Discreet, oneindig:
- Bij rotatiesymmetrie voortgebracht door rotatie met een hoek van een radiaal is er een baan bestaande uit alleen het centrale punt, en verder banen met aftelbaar oneindig punten die dicht liggen in cirkels.
- Bij strookpatroongroepen hebben de banen 1, 2 of 4 punten per volledige strook met als breedte de lengte van de translatievector.
- Bij behangpatroongroepen hebben de meeste banen per eenheidscel een aantal punten gelijk aan het aantal exemplaren van het fundamenteel domein in een eenheidscel. Bij banen van rotatiepunten en van punten op spiegels zijn het er minder.

Overig:
- Bij uniformiteit in één richting zijn de banen lijnen in die richting.
- Bij cirkelsymmetrie is er een baan bestaande uit alleen het centrale punt, en zijn de overige banen cirkels om dat punt.
- Bij volledige uniformiteit is er één baan, die bestaat uit het hele vlak.

### Voorbeelden in drie dimensies
- Bij een symmetriegroep met een gezamenlijk dekpunt hebben de meeste banen zoveel punten als de orde van de symmetriegroep. Bij banen van rotatiepunten en van punten op spiegels zijn het er minder.
- Bij uniformiteit in één richting zijn de banen lijnen in die richting.
- Bij cilindersymmetrie zijn er banen die bestaan uit een punt op de symmetrie-as, en cirkels om de symmetrie-as.
- Bij schroefsymmetrie is de symmetrie-as een baan, en zijn de overige banen helixen om die as.
- Bij uniformiteit in twee richtingen zijn de banen evenwijdige vlakken bepaald door die richtingen.
- Bij de symmetrie van een oneindige cilinder is de symmetrie-as een baan, en zijn de overige banen cilinders om die as.
- Bij bolsymmetrie het centrum van de symmetrie een baan, en zijn de overige banen bollen om dat punt.
- Bij volledige uniformiteit is er één baan, die bestaat uit de hele ruimte.